# سعید شنبه‌زاده
سعید شنبه‌زاده (زادهٔ ۲۴ آذرِ ۱۳۴۷) آهنگساز و نوازندهٔ ایرانی و رهبر گروه شنبه‌زاده است که در زمینه موسیقی فولکلور جنوب ایران فعالیت می‌کند. سازه‌های تخصصی وی نی انبان، نی جفتی و دمام می‌باشد .
فرزند وی نقیب شنبه‌زاده او را در بیشتر کنسرت‌ها همراهی می‌کند. روش نشستنش روی ضرب تمپو و اضافه کردن سازهای کوبه‌ای گوناگون به این مجموعه، اجرای نقیب را در صحنه برجسته می‌کند. نگاه متفاوت نقیب به ریتم‌های جنوب که شاید نتیجه تحصیلاتش در دانشگاه موسیقی است، تنوع خاصی به تقسیم‌بندی (خرد کردن ریتم‌ها به بخش‌های مختلف) و اجرای ریتم‌های جنوب و صدای آهنگ‌های آشنای بندری داده است.

## زندگی
سعید شنبه‌زاده در روز ۲۴ آذرماه سال ۱۳۴۷ در خانواده‌ای اهل هنر در بوشهر به دنیا آمد.
از سن هفت سالگی تحت تأثیر افراد مختلف در خانواده فعالیت هنری خود را آغاز کرد. پدر او که اصالتاً بلوچ ایرانی و بزرگ شده دبی بود، روی موسیقی سنتی بوشهر کار می‌کرد و برادرش نوازنده حرفه‌ای بود که هم در زمینه موسیقی سنتی بوشهر کار می‌کرد و هم با موسیقی غرب آشنا بود و ترومپت می‌زد.

## فعالیت حرفه‌ای
وی کار حرفه‌ای اجرای موسیقی را در سال ۱۹۹۰ (۱۳۶۹) با اجرایی خیره‌کننده در جشنواره فجر آغاز نمود. این اجرا توانست در همان سال جایزه اول جشنواره را از آن خود کند. پس از گذشت یک سال (در سال ۱۹۹۱) اجرای موسیقی را با ارکستر سمفونی تهران شروع کرد و پس از آن نیز اجراهای متعددی در مناطق مختلف ایران داشت که با استقبال بینندگان روبرو شد. گروه شنبه زاده اولین کنسرت خارج از کشور خود را در فستیوال اوینیون فرانسه در سال [۱۹۹۱ (میلادی) اجرا کرد. از آن پس این گروه به سرپرستی سعید شنبه زاده در برنامه‌های متعددی را در خارج از ایران برگزار نمود، که می‌توان به جشنواره موسیقی Womex اسپانیا در سال ۲۰۰۷، فستیوال womad و جشنواره Globalfest در سال ۲۰۰۹ در نیویورک آمریکا اشاره کرد.در سال ۲۰۰۱ وی وارد کنسرواتووار موسیقی Conservatoire Marcel Dadi, Créteil و به فراگیری ساز ساکسفون نزد Georges Porte پرداخت. مبانی موسیقی جاز را در مدرسه موسیقی جاز Arpej در شهر پاریس اموختند.

### جایگاه رقص در اجرای شنبه‌زاده
شنبه‌زاده در کارهای خود از رقص محلی بوشهر و جنوب ایران و حرکاتی موزونی که به‌طور سنتی با موسیقی این منطقه همراه است بهره می‌گیرد. او عقیده دارد که موسیقی و رقص جنوب از هم قابل تفکیک نیستند. در زمینه رقص سعید آموزش خود را از خواهر خود، شهلا شنبه‌زاده، دریافت کرد. شهلا خود آموزش علمی رقص‌های محلی و کلاسیک را دنبال کرده بود و به عنوان رقصنده حرفه‌ای در رادیو تلویزیون ملی ایران فعال بود.

### تلفیق سبک‌های موسیقی
یکی از نوآوری‌های شنبه‌زاده در زمینه اجرای موسیقی جنوب ایران تلفیق موفق این سبک موسیقی با سبک موسیقی جاز است.
از دیگر تجربه‌های او تلاش برای تلفیق موسیقی و رقص جنوب با رقص معاصر و رقص فرامدرن است. وی با رقص پردازان برجسته‌ای نظیر دومینیک ارویه و خوزه مونتالوو همکاری کرده‌است. یکی از این کارها در جشنواره رقص اروپا در خانه رقص لیون به سال ۲۰۰۲ به عنوان یکی از ده رقص برتر انتخاب شد.همکاری و همنوازی با نوازندگان برجسته جهان مانند بیلی کوبم Billy Cobhamنوازنده درامز و تریلوک گروتو Trilok Gurtuو مانو کوجیا Manou Kodjia و دکتر سوبرامانیام L. Subramaniam نوازنده ویلن هندی . پیر تیلوا Pierre Thilloy آهنگ‌ساز فرانسوی،

### فعالیت‌های دیگر
علاوه بر نوازندگی شنبه‌زاده در زمینه ساخت موسیقی به خصوص موسیقی فیلم نیز فعالیت زیادی داشته‌است. موسیقی فیلم‌هایی مثل «گفتگو با باد» (بهرام بیضایی) که نقش اول مرد این فیلم را نیز سعید به عهده داشته، «در» (محسن مخملباف) و همچنین «باران بومی» (رخشان بنی‌اعتماد) از ساخته‌های شنبه‌زاده هستند.